# 椎野勇太
椎野 勇太（しいの ゆうた、1981年 - ）は、日本の古生物研究者、教育者。新潟大学教育研究院自然科学系准教授。博士（理学）。
2008年に日本古生物学会論文賞を受賞。古代生物の形態について模型シミュレーションや流体解析等の手法を用いることによりその機能を割り出し、様々な形骸化している腕足動物の定説を覆している。

## 主な略歴
- 2000年 千葉県立四街道高等学校卒業[5]
- 2004年 静岡大学理学部生物地球環境科学科卒業
- 2006年 静岡大学大学院理工学研究科生物地球環境科学専攻博士(前期)課程修了
- 2007年 東京大学ＣＯＥ拠点形成アシスタント（ - 2008年3月）
- 2008年 東京大学日本学術振興会特別研究員DC2（ - 2009年3月）
- 2009年 東京大学大学院理学系研究科地球惑星科学専攻博士課程修了
- 2009年 東京大学日本学術振興会特別研究員PD（ - 2010年3月）
- 2010年 国立科学博物館日本学術振興会特別研究員PD（ - 2012年3月）
- 2012年 東京大学総合研究博物館特任助教（ - 2014年3月）[6]
- 2014年 新潟大学教育研究院自然科学系助教（ - 2016年3月）
- 2016年 新潟大学教育研究院自然科学系准教授（ 現職 ）

## 主な所属学会
- 日本古生物学会
- 日本ベントス学会
- 日本地質学会
- 一般社団法人日本機械学会
- 日本地球惑星科学連合
- 形の科学会など

## 著書
- 『化石コレクション10 (朝日ビジュアルシリーズ)』(編集) 朝日新聞出版、2010年
- 『東大古生物学―化石からみる生命史』(分担執筆) 東海大学出版会、2012年
- 『凹凸形の殻に隠された謎: 腕足動物の化石探訪 (フィールドの生物学)』 東海大学出版会、2013年

## 主な受賞
- 2008年 日本古生物学会論文賞
- 2010年 Award of the Alwyn Williams Fund, The 6th International Brachiopod Congress
- 2011年 日本古生物学会第160回例会優秀ポスター賞
- 2013年 日本古生物学会2013年年会優秀ポスター賞
- 2013年 日本地質学会第120年学術大会優秀ポスター賞
- 2014年 第5回惑星地球フォトコンテスト入選
- 2016年 日本古生物学会第165回例会優秀ポスター賞